# 5872 Sugano
5872 Sugano eller 1989 SL är en asteroid i huvudbältet som upptäcktes den 30 september 1989 av de båda japanska astronomerna Toshiro Nomura och Kōyō Kawanishi vid Minami-Oda-observatoriet. Den är uppkallad efter den japanske astronomen Matsuo Sugano.
Den tillhör asteroidgruppen Flora.